# Nikolaus Schneider

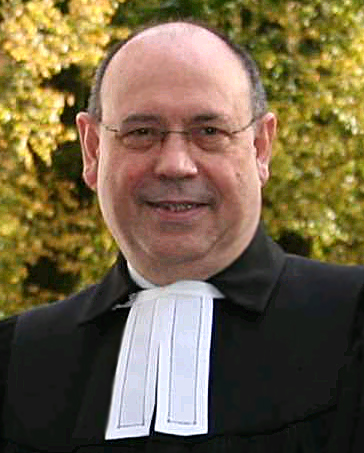
Nikolaus Schneider (2006)

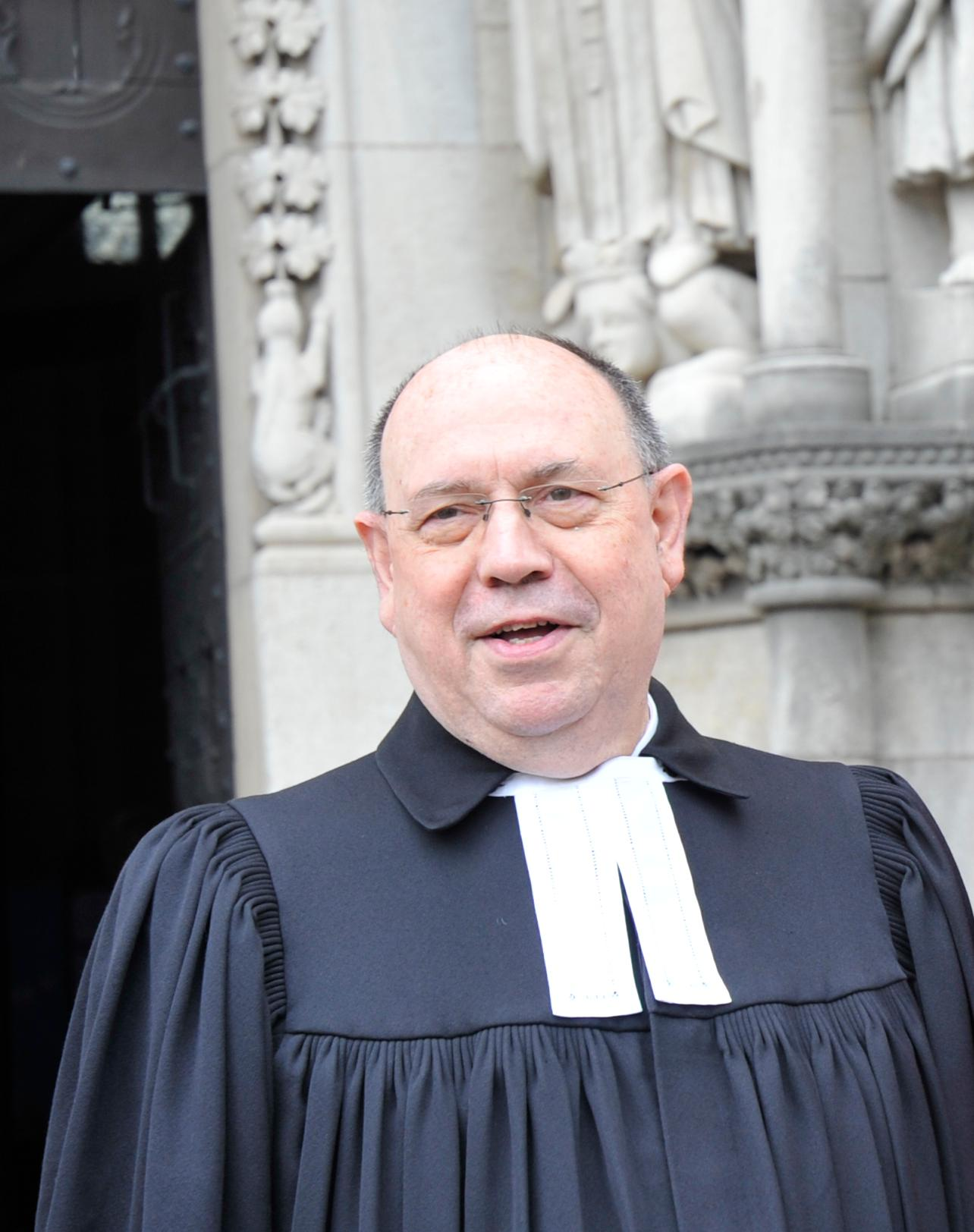
Nikolaus Schneider am 1. Juni 2012 beim Ökumenischen Gottesdienst beim Hessentag im Wetzlarer Dom

Nikolaus Schneider (* 3. September 1947 in Duisburg) ist ein deutscher evangelischer Theologe. Er war von 2003 bis 2013 Präses der Evangelischen Kirche im Rheinland.  Vom 9. November 2010 bis zum 10. November 2014 war er Ratsvorsitzender der EKD und damit höchster Repräsentant der Evangelischen Kirche in Deutschland.

## Leben
Schneider machte 1966 sein Abitur am Steinbart-Gymnasium in Duisburg-Stadtmitte. Nach dem Studium der evangelischen Theologie an der Kirchlichen Hochschule Wuppertal und den Universitäten in Göttingen und Münster wurde der Sohn eines Hochofenarbeiters aus Duisburg-Huckingen am 14. November 1976 ordiniert. Von 1977 bis 1984 war er Pfarrer in Rheinhausen, wo er sich für die Erhaltung von Arbeitsplätzen in der Kohle- und Stahlindustrie einsetzte. Von 1984 bis 1991 war Schneider Diakoniepfarrer des Kirchenkreises Moers. Zwischen 1987 und 1997 bekleidete er zudem das Amt des Superintendenten im Kirchenkreis Moers. 1997 wurde er Vizepräses der Evangelischen Kirche im Rheinland und 2003 zum Nachfolger von Manfred Kock als Präses der rheinischen Landeskirche gewählt und in der Friedhofskirche in Wuppertal-Elberfeld in sein Amt eingeführt. Die Landessynode bestätigte ihn im Januar 2005 für weitere acht Jahre in diesem Amt. Ans Ende dieser Amtszeit fiel ein Skandal um das kirchliche Beihilfe- und Bezüge-Zentrum (bbz) in Bad Dürkheim, das durch Finanzspekulationen an den Rand der Insolvenz geraten war und durch die Landeskirche gerettet werden musste. Schneiders Nachfolger Manfred Rekowski trat das Amt zum 1. März 2013 an.
Schneider ist seit 1970 verheiratet und Vater dreier Töchter. Seine jüngste Tochter Meike starb im Februar 2005 an Leukämie. Über das Leiden und den Tod seiner Tochter schrieb Schneider zusammen mit seiner Frau Anne ein Buch.
Schneider war seit dem Rücktritt Margot Käßmanns am 24. Februar 2010 Vorsitzender des Rates der EKD. Er hatte angekündigt, er werde das politische Engagement Käßmanns fortführen und sich nicht nur auf kirchliche Fragen beschränken.  Schneider trat wegen einer Krebserkrankung seiner Ehefrau von seiner Funktion zurück und schied auch aus dem Rat aus. Heinrich Bedford-Strohm wurde sein Nachfolger.

## Positionen

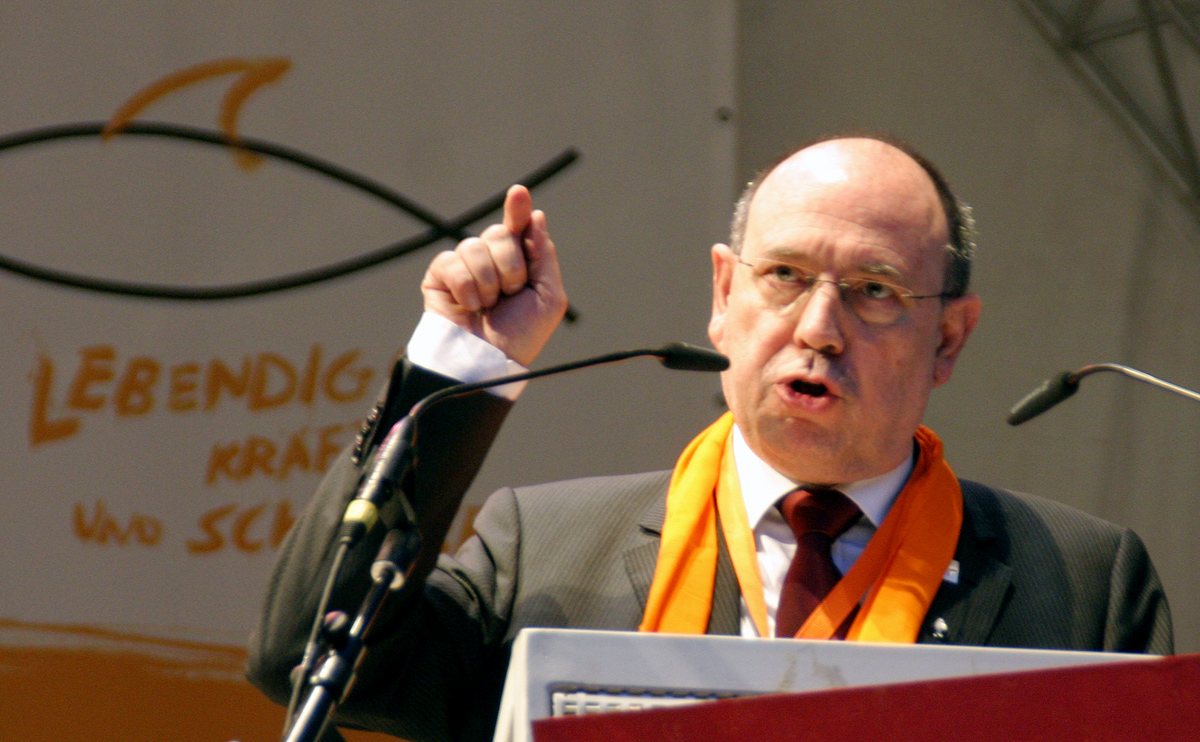
Nikolaus Schneider auf dem Deutschen Evangelischen Kirchentag 2007 in Köln

### Politik und Ethik
Schneider gilt als Verfechter einer solidarischen und liberalen Gesellschaftsordnung. Er betont in diesem Zusammenhang die Besinnung auf eine Sozial- und Wirtschaftsethik. Wiederholt warnte er vor einem zu großen Einfluss multinationaler Unternehmen, was die demokratischen Strukturen gefährde; zudem kritisierte er ein nur auf Profit ausgerichtetes Handeln in der Wirtschaft und warnte vor „sozialer Kälte“.
Waffenproduktion und deren Einsatz lehnt er nicht generell ab. Zum Thema Waffenexporte äußerte er sich in dem ARD-Beitrag Tod für die Welt-Waffen aus Deutschland. Er sagte 2013 im Interview: „Das Böse in der Welt ist eine Realität“ und berief sich auf die Barmer Theologische Erklärung von 1934 dahingehend: „Aufgabe des Staates ist es unter Androhung und Ausübung von Gewalt für Recht und Frieden zu sorgen, das bezog sich (damals 1934) auf die Polizei nach innen. Das kann man aber auch auf die ganze Welt beziehen, wenn man sagt, die UNO nimmt so eine quasi staatliche Position ein. Für solche Zusammenhänge wird man Waffen brauchen.“
In einem Kirchenwort zu Afghanistan, das Schneider am 25. Januar 2010 mitveröffentlichte, warnte die EKD vor einem bloßen „Weiter so“ in der Afghanistanpolitik (Deutsche Beteiligung am Krieg in Afghanistan). Dies würde dem militärischen Einsatz die friedensethische Legitimation entziehen. Allerdings sagte Schneider mit einem Verweis auf einen Besuch im Südsudan im RBB-Inforadio: „Wenn man die Lage in einem solchen Land erlebt, dann begreift man, dass es so etwas wie ein Wüten des Bösen und der Gewalt gibt.“ Es brauche dann militärische Kraft, „um für einen Raum zu sorgen, in dem sich dann anderes entwickeln kann“, ergänzte der Theologe. Jedoch stellte er klar, Militär könne keinen Frieden schaffen. Es könne aber dafür sorgen, dass die massiven gewalttätigen Auseinandersetzungen gestoppt werden. Dafür könne ein Einsatz von Militär gerechtfertigt sein. Er bezog sich auf eine Aussage von Bundespräsident Joachim Gauck im Januar bei der Münchner Sicherheitskonferenz. Dort hatte Gauck gefordert, Deutschland müsse „mehr Verantwortung in der Welt übernehmen“ und dabei militärisches Engagement ausdrücklich nicht ausgeschlossen.
Aus grundsätzlichen Überlegungen ist Schneider für einen Ausstieg aus der Atomtechnologie. Er befürwortete Demonstrationen gegen die Castor-Transporte.
Medizinethisch tritt er (Stand 2010) für eine Lockerung bestehender Gesetze ein. Ihm missfalle in der Kirche, dass die gegenwärtige Diskussion über die Präimplantationsdiagnostik zu stark an Prinzipien und zu wenig an der Situation der Betroffenen ausgerichtet sei.
Schneider gehört zu den Initiatoren der Charta der Digitalen Grundrechte der Europäischen Union, die Ende November 2016 veröffentlicht wurde. Seit 2016 ist er Mitglied der DFB-Ethik-Kommission.

### Verhältnis zum Islam
2007 rief er die Muslime dazu auf, sich dafür einzusetzen, dass Christen in der Türkei Kirchen bauen, Land erwerben und Vereinigungen bilden dürfen. Er hält das seiner Meinung nach rein taktische Verhältnis muslimischer Verbände gegenüber dem Grundgesetz und dem säkularen Staatswesen für problematisch. Den ersten Entwurf der Architekten für die DITIB-Zentralmoschee in Köln-Ehrenfeld kritisierte er als imperial und anmaßend. Der Entwurf solle mehr den integrierenden, dienenden Charakter von Religion zum Ausdruck bringen. Es müsse auch nicht sein, dass die Minarette den Turm einer nahe gelegenen evangelischen Kirche überragten. Die Gestaltung solle sich danach ausrichten, was die Menschen in ihrer Mehrheit hinzunehmen bereit sind.

### Verhältnis zum Judentum

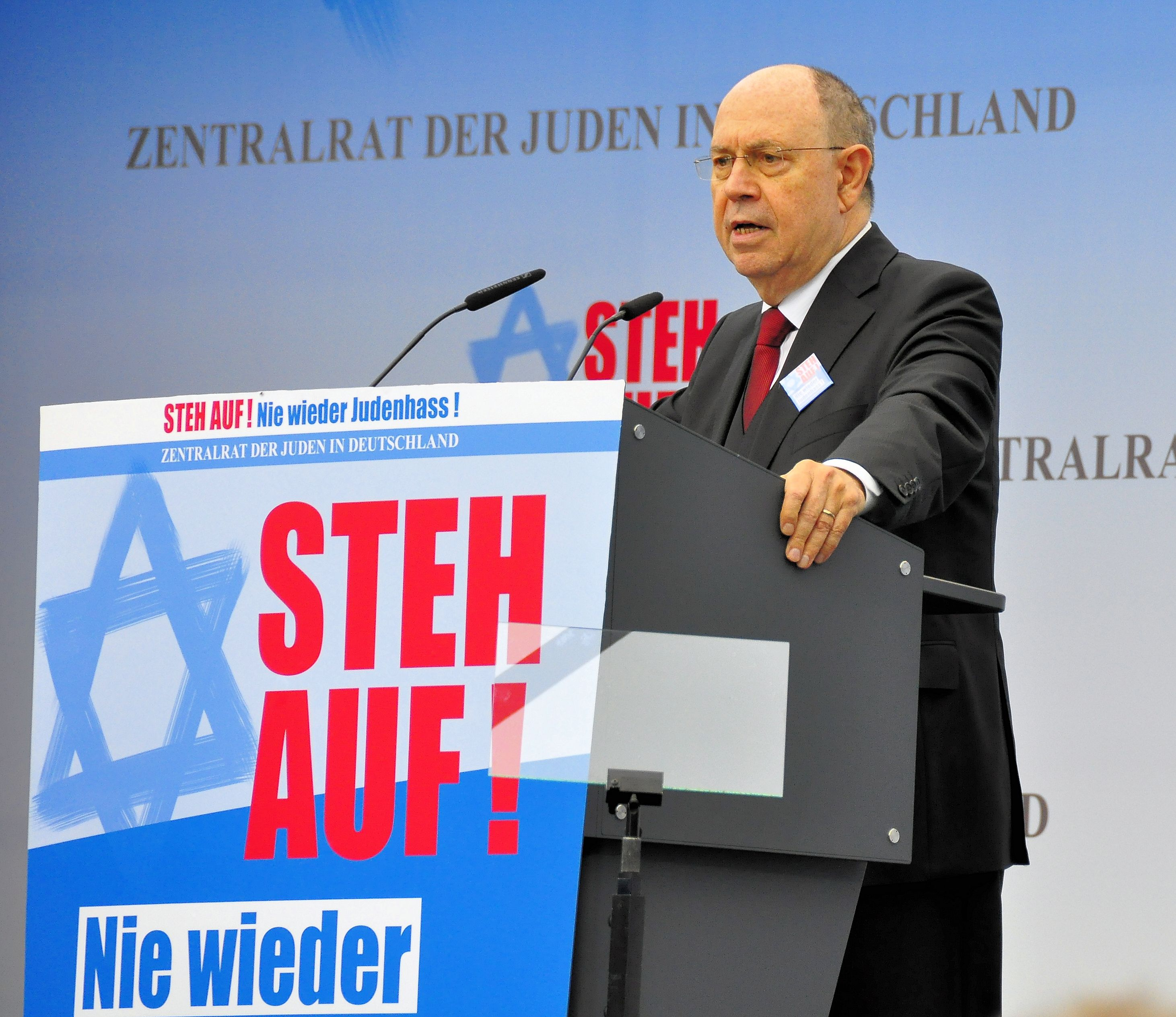
Nikolaus Schneider bei einer Kundgebung gegen Judenhass in Berlin (September 2014)

Im September 2009 erklärte Schneider in einer Vorlesungsreihe zur Klärung der Positionen im christlich-jüdischen Gespräch, dass Judenmission für Christen und Kirche nach heutigem Verständnis der Bibel verboten sei. Er verstehe, dass Juden jeden Missionierungsversuch als „die Existenz des jüdischen Volkes bedrohende Form von Judenverfolgung“ ansehen müssten. Die Kirche sei nicht an die Stelle Israels getreten, sondern an die Seite Israels berufen. Bis zum Beschluss „Zur Erneuerung des Verhältnisses von Christen und Juden“ von 1980 sei die christlich-theologische Tradition von einer antijüdischen Sicht geprägt gewesen.

### Kreuzestheologie
Kurz vor Ostern 2009 beteiligte sich Schneider an der Debatte um die Bedeutung des Todes Jesu. In einem Interview betonte Schneider: „Wir finden [in der Bibel] verschiedene Interpretationen des Kreuzes und des Zusammenhangs von Kreuz und Auferstehung.“ Er lehnte zum einen die Satisfaktionslehre ab, die betont, der Tod Jesu sei nötig gewesen, um eine angemessene Wiedergutmachung für die Verletzung der Ehre Gottes zu leisten. Zum andern sprach er sich gegen eine Interpretation des Sterbens Jesu als Sühnopfer aus. Jesus habe unsere Schuld zwar „mitgetragen“, aber nicht an unserer Stelle getragen, das heißt „nicht im Sinne einer stellvertretenden Übernahme von Strafe“. Damit widersprach er der in weiten Teilen der Christenheit vertretenen Lehre vom stellvertretenden Tod Jesu.

## Ehrungen
2010 wurde ihm der Europäische Handwerkspreis verliehen. Die Kirchliche Hochschule Wuppertal/Bethel verlieh Schneider am 19. Oktober 2011 die theologische Ehrendoktorwürde.
2012 erhielt er die Buber-Rosenzweig-Medaille. 2013 erhielt Schneider den vom Zentralrat der Juden in Deutschland verliehenen Leo-Baeck-Preis.
2014 wurde ihm das Große Goldene Ehrenzeichen mit dem Stern für Verdienste um die Republik Österreich verliehen.
Im September 2015 erhielt Schneider von Bundespräsident Joachim Gauck das Große Bundesverdienstkreuz mit Stern und Schulterband.

## Schriften
- mit Anne Schneider: Wenn das Leid, das wir tragen, den Weg uns weist. Leben und Glauben mit dem Tod eines geliebten Menschen. Neukirchener Verlagsgesellschaft, Neukirchen-Vluyn 2006, ISBN 978-3-7975-0138-7
- Von Erdenherzen und Himmelsschätzen. Neukirchener Aussaat, Neukirchen-Vluyn 2011, ISBN 978-3-7615-5843-0
- mit Martin Urban und Oswald Huber (Cartoons): Was kann man heute noch glauben? Ein Disput. Gütersloher Verlagshaus, Gütersloh 2013, ISBN 978-3-579-08501-2.
- mit Peter Zimmerling: Morgen Kirche sein : Gemeinde glauben, denken und gestalten / Vandenhoeck & Ruprecht, Göttingen 2023. ISBN 978-3-525-60017-7.
- Kolumne im Monatsmagazin Chrismon: Auf ein Wort

als Herausgeber/
- „… weil ich gehalten werde“. Johannes Rau – Politiker und Christ. Hänssler, Holzgerlingen 2006, ISBN 978-3-7751-4490-2.
- Als flögen wir davon. Über die letzte Wegstrecke. Kreuz, Hamburg 2017, ISBN 978-3-946905-10-3.
- Glaube, Liebe, Hoffnung. Die Bibel der Politikerinnen und Politiker. Kreuz, Hamburg 2018, ISBN 978-3-946905-46-2.